# Фаама
Фаама — это слово на языке мандинка, означающее «король». Данное слово широко использовалось в доимеперском Мали. Этот титул распространился на территории, завоёванные Мали, и позже использовался империей Бамана и империей Вассулу во главе с основателем государства Самори Туре, а также в империи Кенедугу.